# Espen Baardsen
Espen Baardsen (ur. 7 grudnia 1977 w San Rafael, Stany Zjednoczone), piłkarz norweski grający na pozycji bramkarza.

## Kariera klubowa
Baardsen urodził się w Kalifornii, ale jego rodzice są Norwegami. Piłkarską karierę rozpoczął w tamtejszym klubie San Francisco All Blacks. W 1995 roku został zauważony przez skautów Tottenhamu Hotspur i 16 lipca 1996 podpisał profesjonalny kontrakt z tym klubem. W Premiership zadebiutował 3 maja 1997 w przegranym 1:2 wyjazdowym meczu z Liverpoolem. W Tottenhamie występował przez cztery lata, ale w tym okresie był rezerwowym dla reprezentanta Anglii, Iana Walkera i wystąpił w 23 ligowych meczach. W 2000 roku został sprzedany za 1,25 miliona funtów do Watfordu. Początkowo grał w pierwszym składzie w rozgrywkach Division One, ale w sezonie 2001/2002 przegrał rywalizację z Alekiem Chamberlainem. W sezonie 2002/2003 krótko był bramkarzem Evertonu, jednak wystąpił tylko w jednym spotkaniu. W 2003 roku wrócił do USA i w wieku 25 lat zakończył piłkarską karierę z powodu braku zainteresowania futbolem. Obecnie pracuje jako analityk finansowy w London-based hedge fund.

## Kariera reprezentacyjna
W swojej karierze Baardsen rozegrał ponad 20 spotkań w młodzieżowej reprezentacji Norwegii U-21. W pierwszej reprezentacji zadebiutował 6 września 1998 roku w przegranym 1:3 meczu z Łotwą, rozegranym w ramach eliminacji do Euro 2000. Wcześniej w tym samym roku został powołany przez selekcjonera Egila Olsena na Mistrzostwa Świata we Francji, na których będąc rezerwowym dla Frode Grodåsa nie wystąpił w żadnym spotkaniu. Łącznie w drużynie narodowej wystąpił 4 razy.